# 45. X/45. XY الفسيفساء الجينية
45، X / 46، XY الفسيفساء الجينية، المعروف أيضا باسم X0 / XY الفسيفساء الجينية وخلل تكون الغدد التناسلية المختلط،  هو اضطراب نادر في تطور الجنس لدى البشر المرتبط بخلل الكروموسومات الجنسية وفسيفساء الكروموسوم Y . وهذا مايسمى بالنمط الفسيفسائي لأن هناك أكثر من نوع من الخلايا مثل البلاط في أرضيات أو جدران الفسيفساء.
المظاهر السريرية متفاوتة إلى حد كبير وتتراوح بين عدم وضوح وغموض في الأعضاء التناسلية عند الولادة، إلى المرضى الذين يملكون أعضاء تناسلية أنثوية أو ذكرية كاملة. يبدو أن معظم الأفراد الذين يعانون من هذا النمط النووي لديهم أعضاء تناسلية طبيعية للذكور، وأقلية منهم مع أعضاء تناسلية أنثوية، مع وجود عدد كبير من الأفراد الذين يعانون من تشوهات في الأعضاء التناسلية أو خصائص ثنائية الجنس. تم العثور على عدد أكبر بكثير من المعتاد من تشوهات النمو الأخرى في الأفراد الذين يعانون من فسيفساء X0/XY. التطور النفسي الحركي أمر طبيعي.
مع الظاء التنلية الأنثوية، مع وجود عدد كبير من الأفراد الذين يظهرون تشوهات في الأعضاء التناسلية أو خصائص ثنائية الجنس .  تم العثور على عدد أكبر بكثير من المعتاد من تشوهات النمو الأخرى في الأفراد الذين يعانون من فسيفساء X0 / XY. التطور النفسي الحركي أمر طبيعي.

## العلامات والأعراض
على الرغم من أنها متشابهة في بعض النواحي مع الخنوثة الحقيقية ، يمكن تمييز الحالة نسيجيا ومن خلال النمط النووي .  إن الخصائص الملحوظة( النمط الظاهري ) لهذه الحالة متفاوتة إلى حد كبير، تتراوح من خلل في تكوين الأعضاء التناسلية لدى الذكور، إلى الإناث المصابين بمتلازمة تيرنر والذكور الذين يملكون صفات ظاهرية طبيعية .  قد يكون التعبير المظهري غامضًا أو ثنائي الجنس أو ذكرًا أو أنثى اعتمادًا على مدى اختلاف الطرز الجينية . العرض الأكثر شيوعًا لـ 45, X/46,XYهو ذكر طبيعي المظهر، يليه الغموض التناسلي. 
هناك مجموعة من شذوذ الكروموسومات ضمن 45 ، X / 46 ، XY حيث تكون الاختلافات معقدة للغاية، والنتيجة الفعلية في الأفراد الأحياء ليست في الغالب صورة بسيطة.  ومن المعروف أن معظم المرضى الذين يعانون من هذا النمط النووي يملكون انسجة غدد تناسلية غير طبيعية وارتفاعات أقل بكثير من الإمكانيات الجينية. تم وصف مستويات عالية من الغونادوتروبينات في كل من المرضى الذكور والإناث، وكذلك مستويات منخفضة من هرمون التستوستيرون في المرضى الذكور. يكون فقدان لجين SHOX عادةً بقصر القامة.  التطور النفسي الحركي أمر طبيعي.
نظرًا لأن الغدد التناسلية قد لا تكون متماثلة، فقد يكون تطور قناة مولر وقناة ولفيان غير متماثل أيضًا.  بسبب وجود أنسجة الغدد التناسلية غير الوراثية ومواد الكروموسوم Y ، هناك خطر كبير من تطور ورم أرومي الغدد التناسلية . 

## الأسباب
في الوضع الطبيعي، ستحتوي جميع الخلايا في الفرد على 46 كروموسومًا يكون أحدها X والآخر Y أو اثنين من الكروموسوم X. ومع ذلك، في بعض الأحيان خلال عملية النسخ المبكر المعقدة هذه ( تكرار الحمض النووي وانقسام الخلايا ) ، يمكن أن يفقد كروموسوم واحد. في 45 ، X / 46 ، XY ، يتم فقدان معظم أو كل كروموسوم Y في إحدى الخلايا التي تم إنشاؤها حديثًا. ستفتقر جميع الخلايا المصنوعة من هذه الخلية بعد ذلك إلى الكروموسوم Y. جميع الخلايا التي تم إنشاؤها من الخلايا التي لم تفقد كروموسوم Y ستكون XY.  ستستمر الخلايا 46 ، XY في التضاعف في نفس الوقت الذي تتضاعف فيه الخلايا 45 ، X. سيحصل المضغة، ثم العلقة ثم الطفل على ما يسمى مبادئ بنية الجسم 45 ، X / 46 ، XY. يُسمى هذا النمط الفسيفسائي لأن هناك أكثر من نوع من الخلايا مثل البلاط في أرضيات أو جدران الفسيفساء.
هناك العديد من الاختلافات في الكروموسومات التي تسبب النمط النووي 45 ، X / 46 ، XY ، بما في ذلك التشوه (isodicentricism) للكروموسومات Y ، وحذف الكروموسومات Y أو نقل الأجزاء من الكروموسومات Y.  يمكن أن تؤدي إعادة الترتيب هذه للكروموسوم Y إلى تعبير جزئي عن جين SRY مما قد يؤدي إلى أعضاء تناسلية غير طبيعية ومستويات غير طبيعية من التستوستيرون.

## التشخيص
تحديد النمط النووي X, 45/46,XY له آثار سريرية كبيرة بسبب آثاره المعروفة على النمو والتوازن الهرموني وتطور الغدد التناسلية والأنسجة.  يتم تشخيص 45 ، X / 46 ، XY من خلال فحص الكروموسومات في عينة الدم.
يختلف عمر التشخيص اعتمادًا على مظاهر المرض التي تؤدي إلى اختبار الوراثة الخلوية . يتم تشخيص العديد من المرضى قبل الولادة بسبب عوامل الجنين (زيادة الطية القفوية، أو المستويات غير الطبيعية في المصل) ، أو عمر الأم أو الموجات فوق الصوتية غير الطبيعية، في حين سيتم تشخيص مرضى آخرين بعد الولادة بسبب التشوه التناسلي الخارجي.  ليس من غير المألوف أن يتم تشخيص المرضى في وقت لاحق في الحياة بسبب قصر القامة أو تأخر البلوغ، أو مزيج من الاثنين. 
يمكن الكشف عن الفسيفساء الجينية 45 ، X / 46 ، XY قبل الولادة من خلال بزل السلى ، ومع ذلك، فقد تقرر أن نسبة خلايا 45,X في السائل الذي يحيط بالجنين لا يمكن أن تتنبأ بأي نتائج نمطية ظاهرية، مما يجعل المشورة الوراثية قبل الولادة صعبة في كثير من الأحيان. 